# اریک کریستوفرسن
اریک کریستوفرسن (انگلیسی: Eirik Kristoffersen؛ زادهٔ ۳ آوریل ۱۹۶۹) فرمانده نظامی اهل نروژ است، که هم‌اکنون به‌عنوان رئیس ستاد دفاع نروژ فعالیت می‌کند.